# Henry Seemann

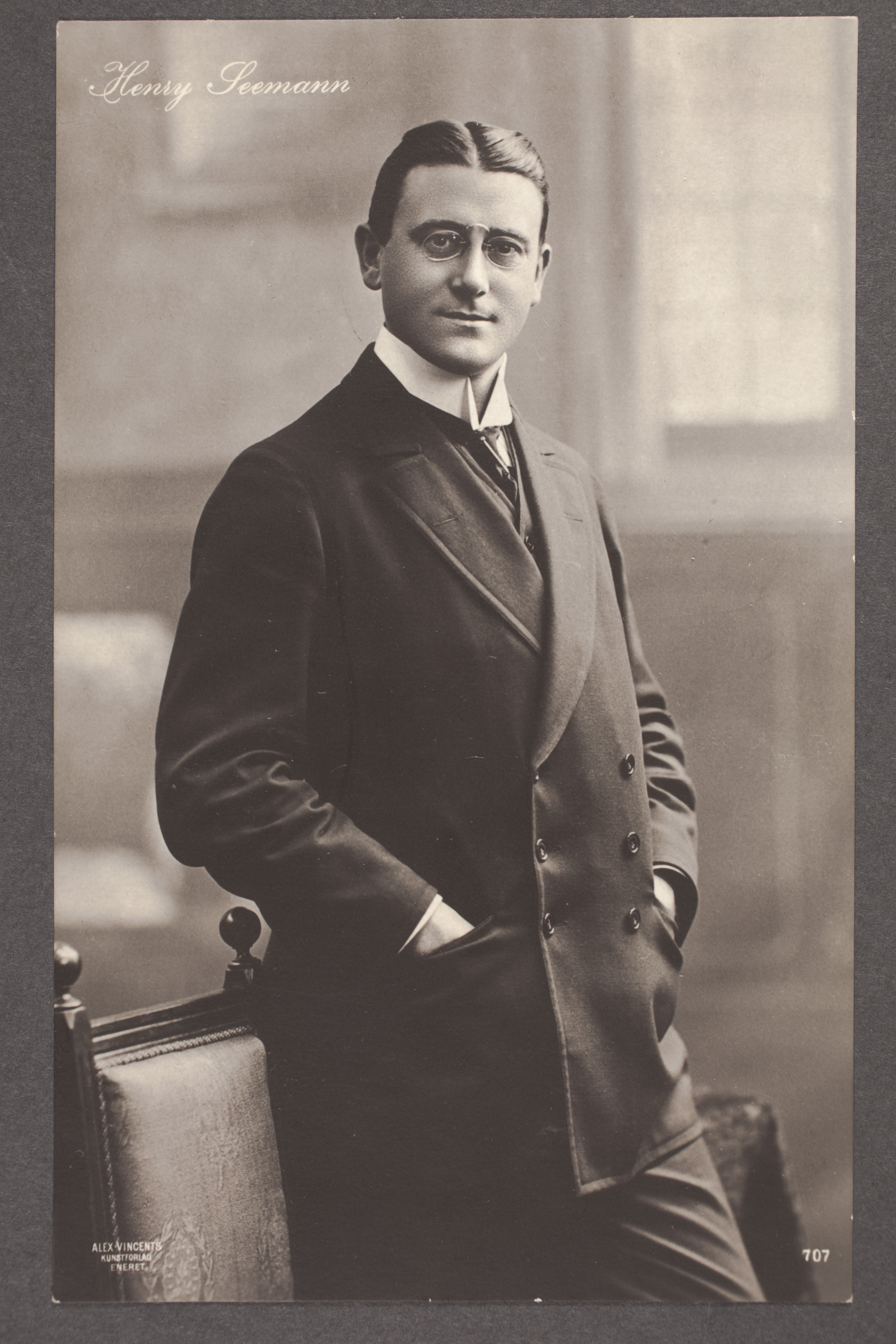
Cirka å 1900

Henry Seemann, född 13 juni 1875 i Köpenhamn, död 10 juni 1948, var en dansk skådespelare. Han var gift med skådespelaren Agnes Nørlund.
Seemann var ursprungligen verksam som manufakturhandlare, men scendebuterade på Frederiksberg Teater 1904. Han var engagerad vid Casino och Scala 1907–1913 där han medverkade i alla Scala-revyer. Han hade en bra röst och blev en uppskattad operetteskådespelare. Han filmdebuterade 1908 vid Nordisk Film och kom att medverka i drygt 60 stumfilmer. I slutet av 1920-talet blev han chef för Bagsværd Biograf och därefter teaterchef vid Kinoteatret i Lyngby, som han drev tillsammans med sin hustru. 

## Filmografi (urval)
- 1911 – Anförtrodda medel
- 1912 – Guldgossen
- 1919 – Dommens dag
- 1922 – Häxan
- 1925 – Fra Piazza del Popolo
- 1926 – Klovnen

## Scenroller (urval)
- 1918 – Kejsarinnan Maria Théresia av Leo Fall, Julius Brammer och Alfred Grünwald, National Scala, Köpenhamn[1]